# 小上裕通
小上 裕通（こがみ ひろみち、1972年7月28日 - ）は、日本の男性声優。マウスプロモーション所属。京都府出身。

## 経歴
江崎プロダクション附属養成所を経て、1997年から江崎プロダクション（現：マウスプロモーション）に所属。

## 人物
声優としては、アニメ、外画吹き替え、ゲーム、ドラマCDなどで活躍している。
低めの青年声である。

## 出演
太字はメインキャラクター。

### テレビアニメ
1996年
- YAT安心!宇宙旅行（アナウンサー、パトロール隊）

1997年
- 烈火の炎（棒男）

1998年
- デビルマンレディー（フォトグラファー、サラリーマン、男B、防疫隊員3、自衛隊員A 他）

1999年
- カウボーイビバップ（キャスター）
- GTO（武藤）
- 星界の紋章（ウニューシュ元帥）
- セラフィムコール（警官A）
- トラブルチョコレート（ムラカタ）
- 名探偵コナン（1999年 - 2023年、井上刑事、堀田刑事、杉田刑事、黒田清正、西村真 他）

2000年
- 人形草紙あやつり左近（受付け）
- サイバーシックス（ごろつきリーダー）
- 真・女神転生デビチル（アーマン、ゾウリムシ長老）
- 星界の戦旗（2000年 - 2001年、乗員1、ラカシュ、翔士、乗員C、ラーシュカウ乗員 他）- 2シリーズ
- 六門天外モンコレナイト（タコス、生徒C）

2001年
- 超GALS!寿蘭（サトル、池田）
- 破邪巨星Gダンガイオー（オペレーターA、警備兵B、研究員A、整備員）

2002年
- パタパタ飛行船の冒険（ケイレブ）

2004年
- NARUTO -ナルト-（森乃イダテ）
- 無人惑星サヴァイヴ（シンゴの父）

2006年
- ブラック・ジャック21（医師、記者）

2008年
- ゴルゴ13（ニュースキャスター）
- PERSONA -trinity soul-

2013年
- 宇宙戦艦ヤマト2199（記録映像のナレーション、ドメル艦隊観測兵）

2014年
- ガンダムビルドファイターズトライ（マツナガ・ケンショウ）
- キルラキル（青龍三郎）
- ブレイドアンドソウル（ガラム）

2018年
- 魔法少女サイト（彩の父）
- 僕のヒーローアカデミア（2018年 - 2023年、真壁漆喰） - 2シリーズ
- 京都寺町三条のホームズ（渡辺義男）
- からくりサーカス（2018年 - 2019年、スティーブ・ロッケンフィールド）

2019年
- 同居人はひざ、時々、頭のうえ。（朏和宏）

2020年
- 宝石商リチャード氏の謎鑑定（中田康隆）
- かくしごと（小瀬鰐）

2025年
- ヴィジランテ-僕のヒーローアカデミア ILLEGALS-（岩甲晶）

### 劇場アニメ
- 名探偵コナン 世紀末の魔術師（1999年、刑事A）
- め組の大吾 火事場のバカヤロー（1999年、無線の声）
- 名探偵コナン 瞳の中の暗殺者（2000年、司会者）
- WXIII 機動警察パトレイバー[13]（2002年）
- 宇宙戦艦ヤマト 復活篇（2009年）
- 劇場版 鬼滅の刃 無限城編 第一章 猗窩座再来（2025年）

### OVA
- サクラ大戦 桜華絢爛（1997年、町の人々）
- 青山剛昌短編集2（1999年、生徒A、編集者C）
- 太陽の船 ソルビアンカ（1999年、ナホル、クルーA、ドルフィン号オペレーターB）
- アンジェリーク 〜白い翼のメモワール〜（2000年、側近）
- GEOBREEDERS2 乱戦突破（2000年、猪、部下B）

### Webアニメ
- マウスどうぶつえん（2017年、ビーバーのひろみち）

### ゲーム
1998年
- 東京魔人學園剣風帖（楢崎道心、渦王須）

2001年
- サクラ大戦3 〜巴里は燃えているか〜（群集）

2002年
- 侍（坪内八郎）
- 東京魔人學園外法帖（弥勒万斎）

2003年
- 侍道2（団八）
- SIMPLE2000シリーズ Vol.38 漢のためのバイブル THE友情アドベンチャー-炎多留・魂-（砂根太陽）

2004年
- 九龍妖魔學園紀（真理野剣介）
- 探偵 神宮寺三郎 KIND OF BLUE（周耀明）
- 東京魔人学園符咒封録（月照、瀬能迅）
- 風雲 新撰組（佐々木只三郎）

2005年
- 風雲 幕末伝（佐々木只三郎）

2007年
- ジェットインパルス（リンクス）

2008年
- 侍道3（藤森兵、野武士、村人、町人）
- METAL GEAR SOLID 4 GUNS OF THE PATRIOTS（敵兵、兵士音声）

2011年
- 侍道4（赤城烈斗）

2012年
- ファイアーエムブレム 覚醒（ヴィオール）

2014年
- ディアブロIII

2015年
- 幻影異聞録♯FE（ヴィオール）

2017年
- ファイアーエムブレム ヒーローズ（2017年 - 2020年、ヴィオール、ガトリー）

2019年
- キングスレイド（ダカーリス）
- ファイアーエムブレム 風花雪月（ギルベルト＝プロスニラフ）
- ポケモンマスターズ / EX（2019年 - 2024年、ハチク / ハチクマン）

2020年
- 龍が如く7 光と闇の行方

2021年
- テイルズ オブ アライズ（ネアズ）

2022年
- ファイアーエムブレム無双 風花雪月（ギルベルト＝プロスニラフ）

2023年
- OCTOPATH TRAVELER II

### ドラマCD
- いけない生徒会室（中島）
- しょせんケダモノ（相田）
- トラブルギリギリチョコレート（ムラカタ、マラカス）
- トラブルチョコレート・ウィルス（ムラカタ）
- 東京魔人学園 退魔陣（月照）
- 桜月夜 東京魔人学園 退魔陣（月照）
- 九龍妖魔學園紀（真里野剣介）
- MAUSU THEATER

### 吹き替え

#### 映画
- アトミック・トレイン（ダニー）※ソフト版
- アメリカン・ファイトクラブ（ジョニー）
- エド（マーク）
- エニイ・ギブン・サンデー（サンダーソン）
- オーバー・ザ・ムーン
- クラウン
- 結婚式の後で
- サクション203
- The Sex Files
- ジャズ・クッキング
- スティール
- 17 セブンティーン
- チアーズ!2（デレク）
- ディープポセイドン（ヴォランテ）
- パッチワーク
- ヒート
- ブラック・シー・レイド
- マイティ・ハート/愛と絆
- ユー・ガット・サーブド（リコ）
- ラッシュアワー

#### テレビドラマ
- 秋の童話（ジュンソ）
- ER緊急救命室
  - シーズン3 #22（エンリケ）
  - シーズン7 #1（ミッチ）
  - シーズン8 #6（ウェス）
- イ・サン
- X-ファイル
- シェルビーの事件ファイル
- スタートレック:ヴォイジャー（イチェブ）
- NCIS 〜ネイビー犯罪捜査班シーズン5#8
- カズン・スキーター
- サブリナ
- 笑傲江湖（丹青生〈バイ・シャン〉）
- チャームド〜魔女3姉妹〜（ワイアット・マシュー・ハリウェル【成人】、リチャード・モンタナ）
- チャイニーズ・ゴースト・ストーリー 其ノ壱〜其ノ四（リウユン〈ウー・ジン〉）
  - 新チャイニーズ・ゴースト・ストーリー 其ノ壱〜其ノ四
- 24 -TWENTY FOUR-（ダン）
- となりのサインフェルド
- ナイトフォール -悲運の騎士団-
- HAWAII FIVE-0（デニス・マック）
- フェームLA
- プライベート・プラクティス3（ロナルド）
- ブルックリン74分署（テリー）
- フロスト警部
- ヘリコップ
- 恋愛兵法（ワン・ウェンチン〈ユエン・ウェンカン〉）
- ミステリー・マジック&ミラクル
- ミステリー・グースバンプス

#### アニメ
- シュレック3
- 史上最強のグーフィー・ムービー Xゲームで大パニック!（スラウチ）

### PV
- 「ゴールデンエッグ」1巻発売記念PV（2023年、辺見[22]）

### シリーズ一覧
1. ↑  第3期（2018年）、第6期（2023年）